# Shamala prospecta
Shamala prospecta är en insektsart som beskrevs av Irena Dworakowska 1982. Shamala prospecta ingår i släktet Shamala och familjen dvärgstritar. Inga underarter finns listade i Catalogue of Life.